# Knipton
Knipton är en by i civil parish Belvoir, i distriktet Melton, i grevskapet Leicestershire i England. Byn är belägen 14 km från Melton Mowbray. Knipton var en civil parish fram till 1936 när blev den en del av Belvoir. Civil parish hade 273 invånare år 1931. Byn nämndes i Domedagsboken (Domesday Book) år 1086, och kallades då Cnipe/Gniptone.